# Oueah
Wea ou Oueah est une ville de 5 000 habitants de la république de Djibouti, à 36 kilomètres à l'ouest de la capitale.
C'est la deuxième ville de la région d'Arta après Arta et avant Damerjog.
Quatre grands quartiers composent la ville de Wea : Nacasley, RPP, Lagasareh et Dabadaxoseh.

## Situation
Placée sur les hauteurs, elle est située sur la route nationale 1 qui la relie la capitale à l'Éthiopie, ce qui lui confère une position  stratégique.
En contrebas du village, les Forces françaises stationnées à Djibouti (FFDj) entretenaient un poste militaire, le quartier Brunet de Sairigné où était stationné l'escadron de reconnaissance de la 13e DBLE avant son départ aux Émirats arabes unis en 2011.
Les services de proximité (épiceries, boutiques, boulangerie, restaurants et les cafés) sont majoritairement concentrés au large de la route nationale 1.